# Clary McKerrow
Clarence Douglas "Clary" McKerrow (Montreal, Quebec, 18 de janeiro de 1877 – Montreal, Quebec, 20 de outubro de 1959) foi um jogador de lacrosse canadense. McKerrow fez parte da equipe canadense que conquistou a medalha de ouro nos Jogos Olímpicos de Verão de 1908 em Londres.